# Мадона округ
Мадона округ (лет. Madonas rajons, рус. Мадонский район) је округ у републици Летонији, у њеном средишњем делу. Управно средиште округа је истоимени градић Мадона. Округ припада историјској покрајини Видземе.

Мадона округ је унутаркопнени округ у Летонији Округ се граничи са више округа. На североистоку се округ граничи са округом Балви, на истоку са округом Резекне, на југоистоку са округом Прејли, на југу са округом Јекабпилс, на југозападу са округом Ајзкраукле, на западу са округом Огре, на северозападу са округом Цесис и на северу са округом Гулбене.

## Градови
- Мадона (град)
- Оргли
- Баркава
- Вараклони
- Лубана
- Цесвајн